# Rerepaís
El rerepaís, de vegades conegut amb el germanisme hinterland (literalment 'terra posterior') és l'àrea d'influència d'un port, del qual depèn econòmicament per ser-ne consumidora de les principals importacions i proveïdora del gruix de les exportacions. No s'ha de confondre amb el concepte d'avantpaís o voreland, la zona ultramarina a la qual s'adreça el tràfic d'aquest port.
Aquest concepte s'associa als períodes d'expansió colonial i s'aplica específicament a la regió interna situada després d'un port, on es recullen les exportacions i a través de la qual es distribueixen les importacions. En un sentit més ampli a l'anterior el terme es refereix a l'esfera d'influència d'un assentament, és l'àrea pel qual l'assentament central és el nexe comercial.